# Namakarana
Il Namakarana è una cerimonia dell'induismo con cui si dà il nome ad un neonato. Fa parte dei samskara, riti religiosi che segnano le principali tappe della vita dei credenti. 
La cerimonia del Namakarana è una delle più importanti dell'induismo e viene effettuata tra il decimo e il dodicesimo giorno dopo la nascita. Il rito ha lo scopo di solennizzare la nuova nascita e presentare il neonato alla comunità. Il giorno della cerimonia si fa il bagno al neonato e lo si riveste con abiti nuovi; alla presenza di un prete induista si recitano alcune preghiere specifiche e si annuncia il nome del neonato, che è scelto dai genitori anche in base all'oroscopo elaborato da un astrologo in base al mese, giorno e ora di nascita. La cerimonia prevede anche la riunione di parenti ed amici della famiglia ed un festeggiamento. Come avviene per altri samskara, la cerimonia è solitamente accompagnata da un rituale attorno ad un fuoco acceso e da un'offerta al tempio. 
Le maggiori scuole dell'induismo prevedono che la cerimonia venga effettuata anche nel caso in cui un adulto voglia convertirsi all'induismo provenendo da un'altra religione; in questo caso, il namakarana viene preceduto da un periodo di studio dei testi sacri induisti.